# Josef Bernegger
Josef Bernegger (* 2. April 1907 in Kuchl; † 21. November 1994 in Salzburg) war ein österreichischer Schriftsteller.

## Leben
Josef Bernegger wurde als unehelicher Sohn der Bauersmagd Katharina Bernegger in Kuchl, im „Steinbrecherhäusl“, geboren. Nach der Pflichtschule war er landwirtschaftlicher Praktikant und besuchte später die Lehrerbildungsakademie in Salzburg. Er war Teilnehmer des Zweiten Weltkrieges.
Als junger Lehrer begann er Lyrik und Jugendliteratur zu verfassen. Später war er Direktor einer Versuchs- und Volksschule im Land Salzburg. Bernegger war ab 1965 als freier Schriftsteller tätig und wohnte in der Salzburger Kaigasse. Er war verheiratet und Vater zweier Töchter.
Josef Bernegger verstarb in Salzburg und ruht dort am  Friedhof St. Peter.

## Werke
- Heimliche Klagen, Gedichte. 1931
- Jörgele und andere Erzählungen. Pfad-Verlag, Salzburg, 1955
- Fähre im Strom: Gedichte. Österr. Verlagsanstalt, Wien 1971
- Solang der Liebe Wellen rauschen: Gedichte, Briefe und Episoden. Österr. Verlagsanstalt, Wien 1975
- Und überall ist Bethlehem. Oberösterr. Landesverlag, Ried im Innkreis, 1976
- Die unter den Sternen wohnen. Oberösterr. Landesverlag, Ried im Innkreis, 1977
- Nichts als: Stimmen, Stimmen, Stimmen. Gedichte. Österr. Verlagsanstalt, Wien 1981
- Der halbe Himmel auf Erden: Roman. Oberösterr. Landesverlag, Ried im Innkreis, 1982
- Atem der Zeit: Gedichte. Österr. Verlagsanstalt, Wien 1985
- Das herbe, karge Wort: Gedichte und Aphorismen. Ennsthaler, 1994